# Hans Christian Andersen
Hans Christian Andersen (Odense, 2. travnja 1805. – Kopenhagen, 4. kolovoza 1875.) je svjetski slavan danski pisac bajki, među kojima su najpoznatije "Snježna kraljica", "Ružno pače", "Mala sirena", "Djevojčica sa šibicama" i druge. Smatra se tvorcem danske realistične proze. Njegova djela, prevedena na preko 150 jezika i tiskana u milijunima primjeraka diljem svijeta, bila su nadahnuće za stvaranje mnogih kazališnih djela, baletnih predstava, filmova, skulptura (kip Male sirene u Kopenhagenu) i slika.

## Životopis
Andersen je rođen 2. travnja 1805. u gradiću Odenseu. Bio je sin siromašna postolara i majke koja je poslije smrti muža morala raditi kao pralja. Mučno se probijao do književne afirmacije. U četrnaestoj se godini Andersen, bez redovnog školovanja i bez igdje ičega, uputio u Kopenhagen kako bi pohađao kazališnu školu s baletom i pjevanjem. No, uskoro ga otpuštaju kao potpuno nedarovitog.
Uz pomoć pokrovitelja, direktora Kraljevskog kazališta, Jonasa Collina (za kojeg je radio dok se školovao), Andersen uspijeva završiti školovanje i studij na sveučilištu. U početku piše prozna i pjesnička djela, a nešto kasnije počinje svoja čuvena putovanja, najprije po domovini, a onda i izvan domovine, gotovo po svim europskim zemljama, a naročito po Italiji, Francuskoj i Njemačkoj. Putovao je također i po Aziji i Africi, sve vrijeme stvarajući nova djela. Nakon života ispunjenog bogatim književnim radom i putovanjima, Andersen umire 4. kolovoza 1875. u Kopenhagenu kao počasni profesor i počasni građanin Odensea.
Njegovo je prvo uspješno djelo bio putopis »Šetnja od Holmenskog kanala do istočne točke otoka Amagera« iz 1829. godine. No, postao je poznat tek romanom »Improvizator« iz 1835., koji je napisao nakon putovanja po Italiji, oslikavajući u njemu borbu mladog pisca za afirmaciju. Bogati opisi talijanskog narodnog života izazvali su divljenje publike te je roman odmah bio preveden na nekoliko stranih jezika.
Kad su se pojavile njegove danas čuvene bajke, publika i kritika na to su obratile jako malo pažnje, premda su one najbolje što je Andersen napisao i zbog čega je ušao među najomiljenija imena svjetske književnosti, dok je općeniti stav književne kritike da njegovi romantičarski romani i njegovi dramski radovi nemaju ni veće izražajnosti niti veće vrijednosti.
Andersenove priče ili bajke bile su u početku živa i dopadljiva prepričavanja onoga što je čuo u djetinstvu, a kasnije ih je i sam stvarao. U njima se fantastično, legendarno i mitsko stapa s neposrednim, zbiljskim svijetom. S jedne strane, u njima je artistički domišljena fantastika pod utjecajem Hoffmana, a s druge neodoljiva naivnost i svježina narodne umjetnosti. Svi se ti trenuci, pa i humorističan jezik, uspijevaju probiti i kroz prijevode, putem kojih su se njegove priče sve brže širile, potpomognute ilustracijama najboljih tadašnjih majstora te vještine. Iako motivi i temljne teme Andersenovih bajki potječu iz zajedničkog kruga folklorne književnosti (npr. razni oblici praznovjerja, priče o vilama, patuljcima, prosjacima, kraljevima, princezama i životinjama), ne samo njihov izraz nego i unutarnji razvoj originalna je tvorevina.
Osnovni je nedostatak tih efikasnih proza, kad se najoštrije sudi, mjestimična prenaglašena plačljivost i sentimentalnost. No, Andersen se i za to zna iskupiti blagom ironijom. Svoja mnoga i neumorna putovanja opisao je u putopisima koji su, upravo kao i njegova autobiografija »Bajka mog života« (Mit Livs Eventyr), neprestana priča o njegovom vlastitom životu: o borbi za književno djelo i slavu, ali sa smislom za humor i prema sebi samome. Gotovo dvije stotine njegovih priča (porijeklom iz danskog folklora, antičkog svijeta ili općeg indoeuropskog predanja) predstavljaju svemir bajke koji se otima svakom apstraktnom, logičkom principu, kao i sam život. Pisane su isto toliko za odrasle koliko i za djecu. Andersenove su bajke prevedene na četrdesetak različitih jezika. Njegovih ga je više od 150 priča za djecu označilo kao jednu od najvećih figura svjetske literature. Cjelokupna djela H. C. Andersena (Samlede vaerker) objavljena su najprije u Kopenhagenu, 1854. – 1879.

## Djela
- Mala sirena
- Djevojčica sa šibicama
- Pjesme
- Pješačenje od Holmenskog kanala do istočnog rta Amagera
- Bajke (9 knjiga)
- Pripovijesti
- Nove bajke i priče
- Slikovnica bez slika
- Biti ili ne biti
- Ružno pače (1843.)
- Carevo novo ruho (1837.)
- Mala princeza (1837.)
- Princeza na zrnu graška
- Ashasver (drama)
- De to Baronesser (roman)
- Improvizator (roman)
- Palčica
- Kositreni vojnik